# Lefortovotunneln
Lefortovotunneln (ryska: Лефортовский тоннель) är en vägtunnel som går i Lefortovodistriktet i Moskva. Tunneln är en del av den tredje ringen som går runt Moskva. Det är den sjunde längsta city-tunneln i Europa efter bland annat Södra länken, Dublin Port-tunneln och Giovanni XXIII-tunneln. 
Tunneln består av två separata sträckningar, den nordgående tunnelsträckningen har tre körfält och är totalt är 3,2 km lång under jord, varav huvudsektionen är en 2,2 km lång borrad tunnel under bland annat floden Jauza och Lefortovoparken. Den sydgående sträckningen har fyra körfält och består av två tunnlar och däremellan en längre sträcka på ytan, bland annat en bro över Jauza.
Tunneln har fått smeknamnet "Dödstunneln" eftersom det sker så många olyckor i den. Tunnelns går under floden Jauza, och det läcker vatten från tunneltaket, vilket fryser på vintern när det når marken, och det blir mycket halt.